# 김윤정 (배우)
김윤정(1977년 8월 25일 ~ )은 대한민국의 배우이다. 1988년 CF '바이오거트' 모델로 데뷔하였고, 1994년 MBC 23기 공채 연기자로 선발됐다.

윤연경 김다혜 등 당시 청순한 스타일

## 학력
- 근명여자중학교 졸업
- 계원예술고등학교 졸업
- 서일대학교 연극영화학과 전문학사

## 출연작

### TV 드라마
- 1990년 MBC 월화드라마 《춤추는 가얏고》
- 1992년 KBS2 수목드라마 《위기의 남자》
- 1993년 SBS 주말시트콤 《오박사네 사람들》
- 1994년 MBC 주간드라마 《종합병원》
- 1995년 SBS 주간드라마 《서울 야상곡》
- 1995년 SBS 주간시트콤 《LA아리랑》 … 미국 대학 유학생 및 김유진 여자친구 역
- 1995년 MBC 정치드라마 《제4공화국》 … 강인아 역
- 1996년 MBC 수목드라마 《사과꽃 향기》
- 1996년 MBC 일일시트콤 《남자 셋 여자 셋》
- 1997년 MBC 미니시리즈 《불꽃놀이》
- 1997년 KBS2 수목드라마 《그대 나를 부를 때》
- 1997년 MBC 주말연속극 《그대 그리고 나》 … 김옥주 역
- 1998년 SBS 일일시트콤 《순풍산부인과》
- 1999년 KBS2 아침드라마 《만남》
- 2003년 KBS1 아침드라마 《TV소설 분이》 … 박영실 역
- 2004년 SBS 아침연속극 《청혼》
- 2006년 KBS2 단막극 《드라마시티 - 돌대가리 이차방정식》 … 미화 역
- 2007년 KBS2 주말연속극 《행복한 여자》 … 이지선 역
- 2008년 SUPER ACTION 하드보일드 과학수사극 《KPSI 시즌2》 … 윤정희 역
- 2023년 ENA 월화드라마 《마당이 있는 집》 … 장은제 역

### 영화
- 1988년 《은하에서 온 별똥왕자3 - 은하열차88》
- 1990년 《꼬마 대부》
- 1992년 《우리들의 일그러진 영웅》
- 1998년 《여고괴담》
- 2001년 《그녀에게 잠들다》 ... 정희 역
- 2002년 《마법의 성》 ... 소희 역

## 광고
- 바이오거트
- 피자헛 - 피자헛에서 생긴일2
- 농심 - 5 화이바
- 존슨즈베이비로션
- 포카리스웨트

## 방송
- 1996년 MBC 《뽀뽀뽀》
- 2019년 SBS 《불타는 청춘》